# Greca (architettura)

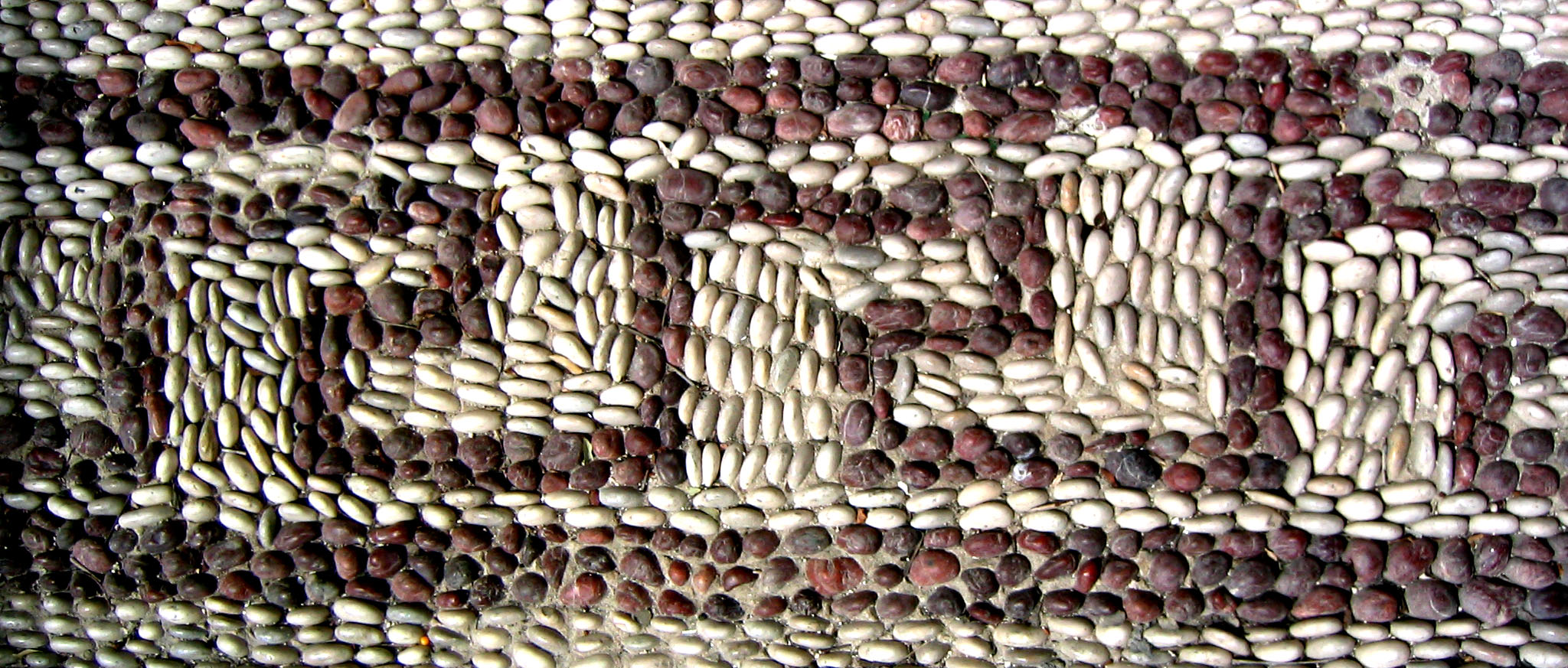
Una decorazione fatta a meandro in una via di Rodi.

Una greca (detta generalmente anche meandro) è un bordo decorativo costruito a partire da una linea continua ripiegata a formare un motivo ripetuto. Il nome meandro da una parte richiama il tortuoso letto del fiume Meandro in Turchia, dall'altra, come ha sottolineato Karl Kerenyi, «è la figura di un labirinto in forma lineare». 
I meandri sono elementi decorativi comuni nell'arte greca e romana antica. Nell'antica Grecia essi appaiono in numerosi fregi architettonici e nelle bande decorate di molte ceramiche, già a partire da quelle dell'Età geometrica. Il motivo aveva forse anche un suo specifico significato nell'antica Grecia: esso simboleggiava probabilmente l'infinito e l'unità. La fortuna di questo elemento decorativo è stata grande anche oltre l'Età antica. Ancora oggi le architetture in stile classico o neoclassico non disdegnano l'impiego del motivo a Meandro. Il partito nazionalista greco Alba Dorata lo ha assunto come simbolo.

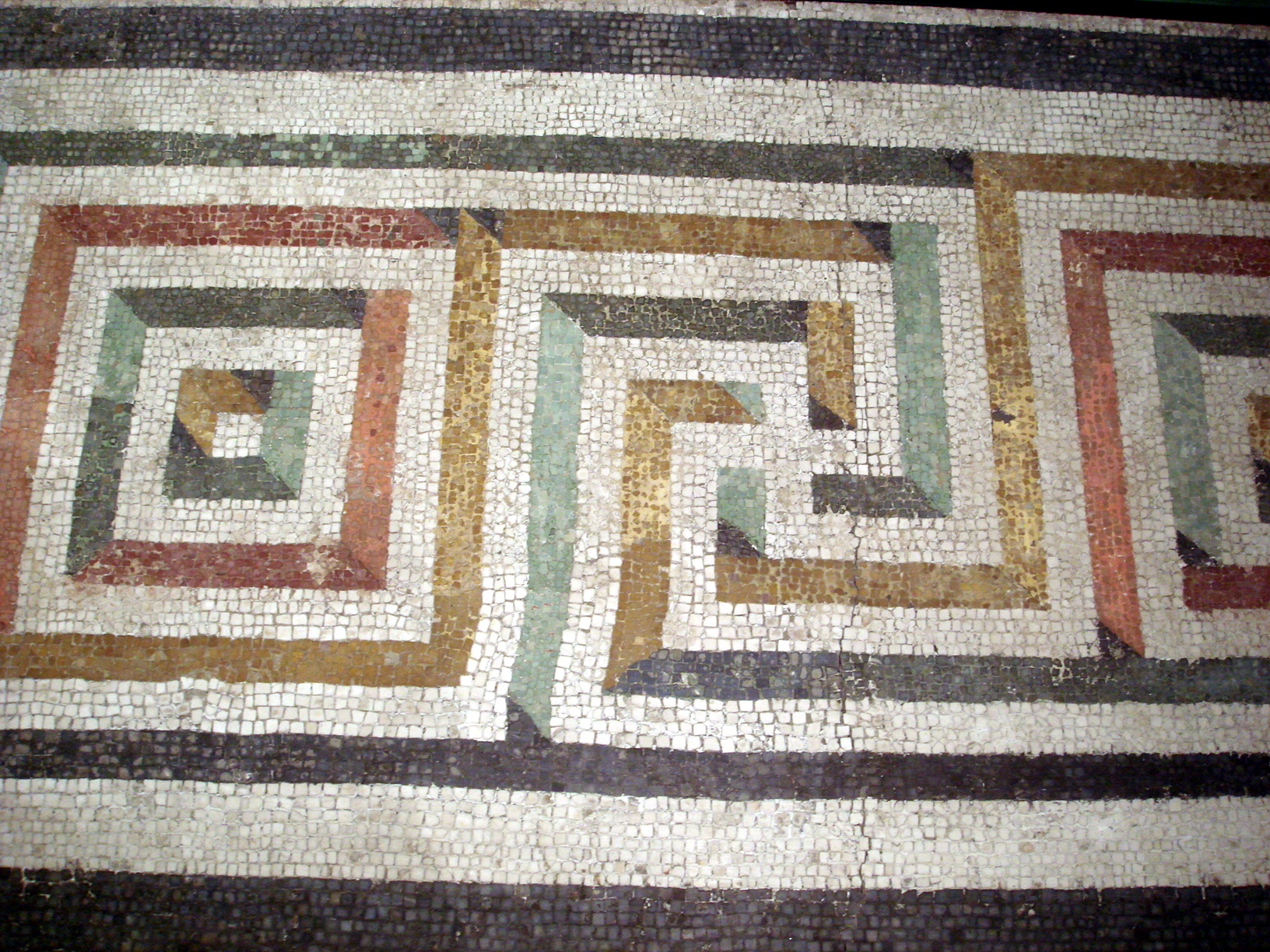
Frammento di mosaico pavimentale romano del secolo I a.C., Museo archeologico di Milano
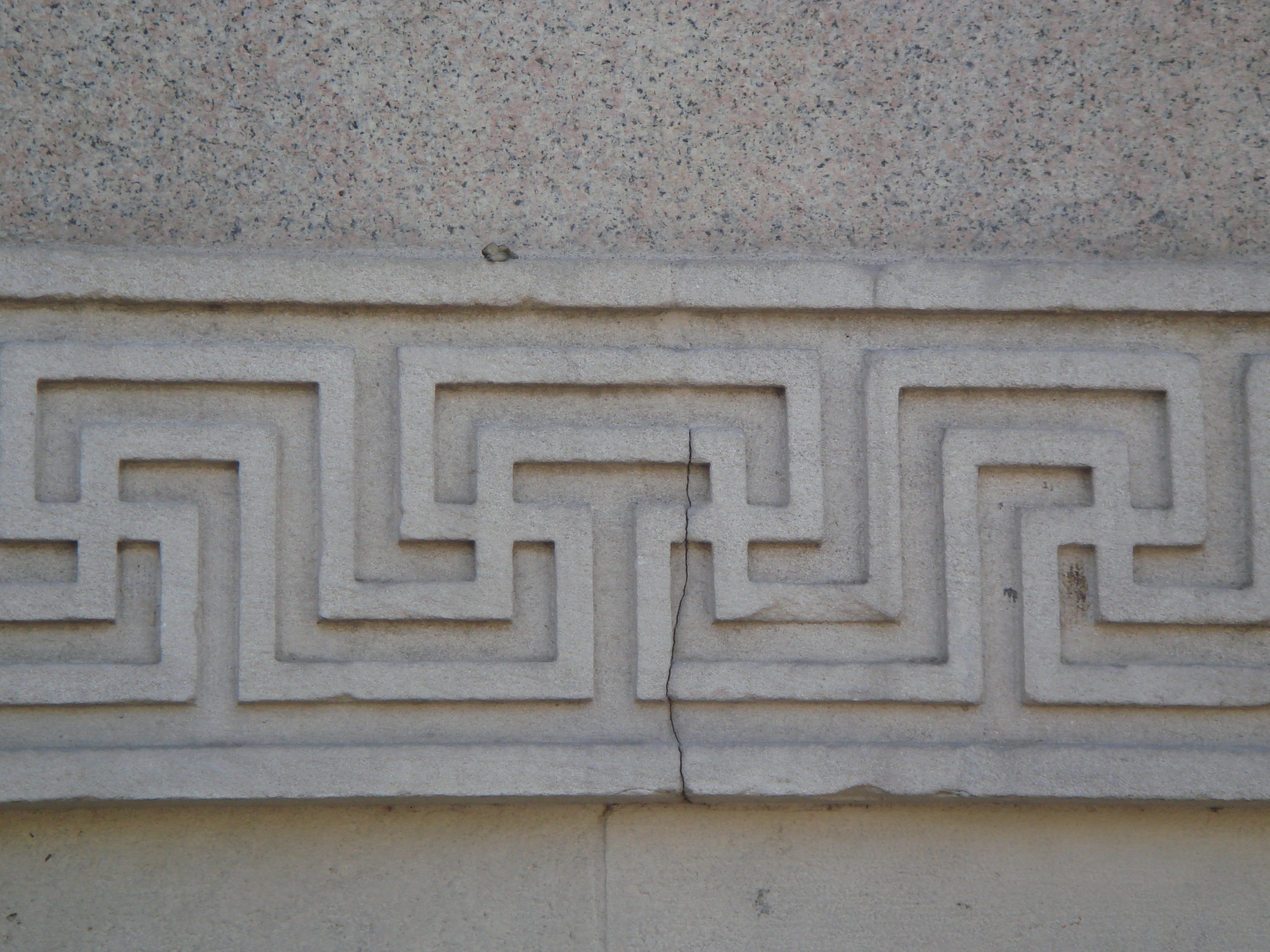
Greca decorativa in rilievo, Porta Venezia, Milano
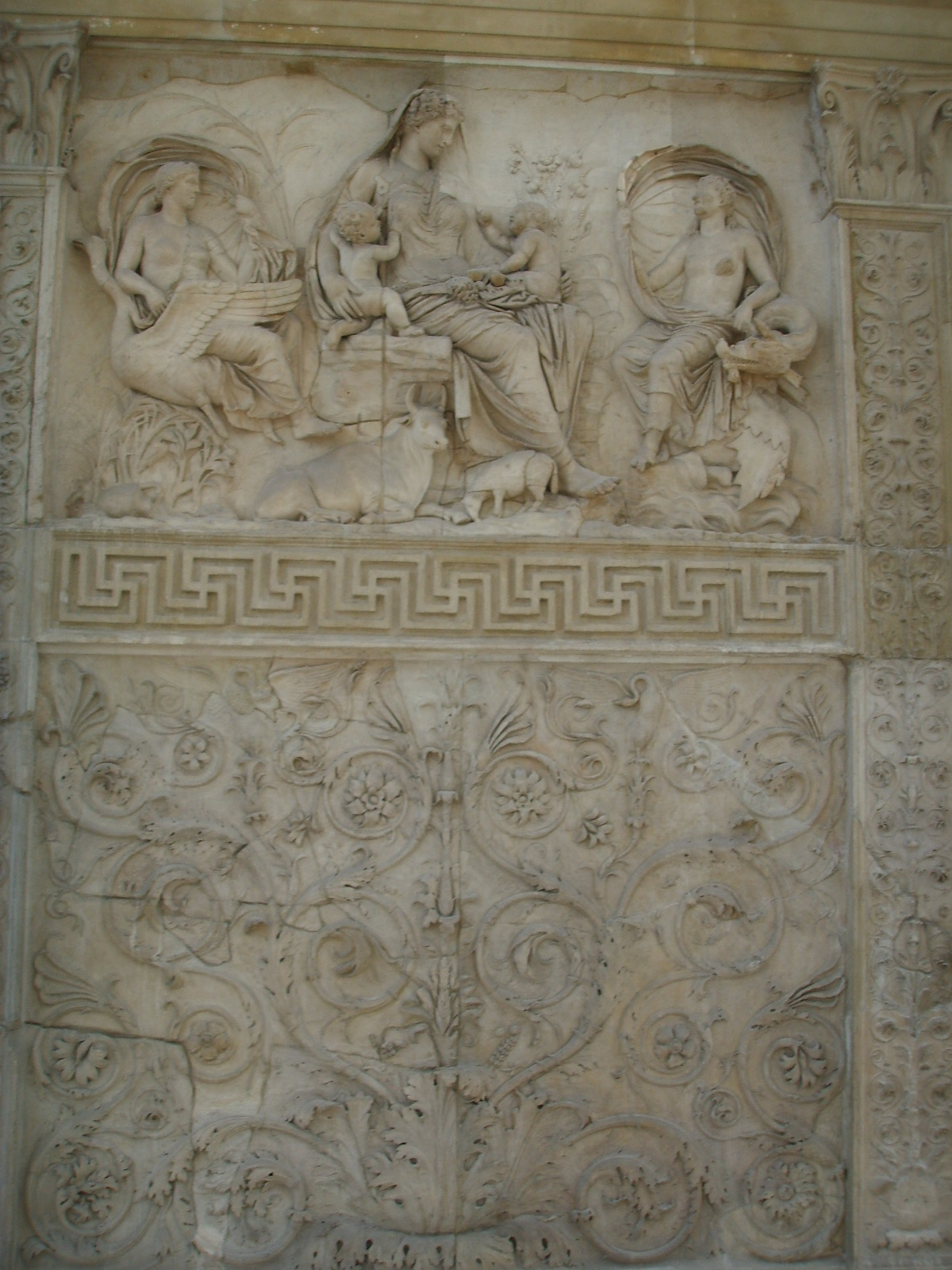
Motivo a Meandro nel pannello della Saturnia Tellus dell'Ara Pacis
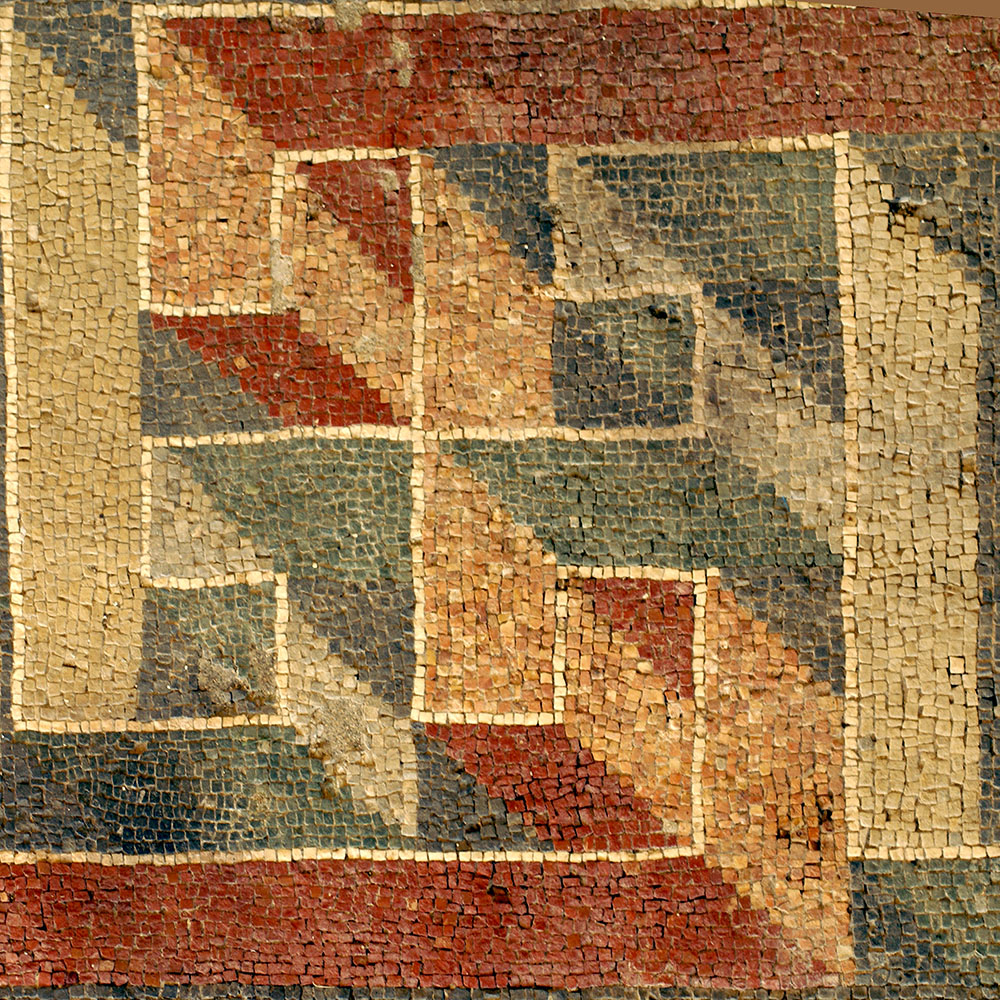
Meandro nella Villa Romana del Tellaro